# Microspathodon chrysurus
Microspathodon chrysurus és una espècie de peix de la família dels pomacèntrids i de l'ordre dels perciformes.

## Morfologia
Els mascles poden assolir els 21 cm de longitud total.

## Distribució geogràfica
Es troba des del sud de Florida i Bermuda fins al Brasil, incloent-hi el Carib.